# Nöther (Mondkrater)
Nöther ist ein Mondkrater auf der Mondrückseite.
Der Krater liegt im Norden der erdabgewandten Seite, ostsüdöstlich von Mezentsev. Die Entfernung des nördlichen Kraterrandes zum Nordpol beträgt zirka 23°, das entspricht zirka 700 km. Die Entstehungszeit des Kraters wird der nektarischen Periode zugerechnet.
Nöther hat sechs Nebenkrater:
| Buchstabe | Position            | Durchmesser | Link |
| --------- | ------------------- | ----------- | ---- |
| A         | 69,01° N, 112,89° W | 30 km       |      |
| E         | 66,88° N, 105,54° W | 54 km       |      |
| T         | 65,98° N, 121,84° W | 45 km       |      |
| U         | 67,22° N, 123,68° W | 37 km       |      |
| V         | 68,58° N, 123,13° W | 27 km       |      |
| X         | 68,72° N, 117,49° W | 31 km       |      |

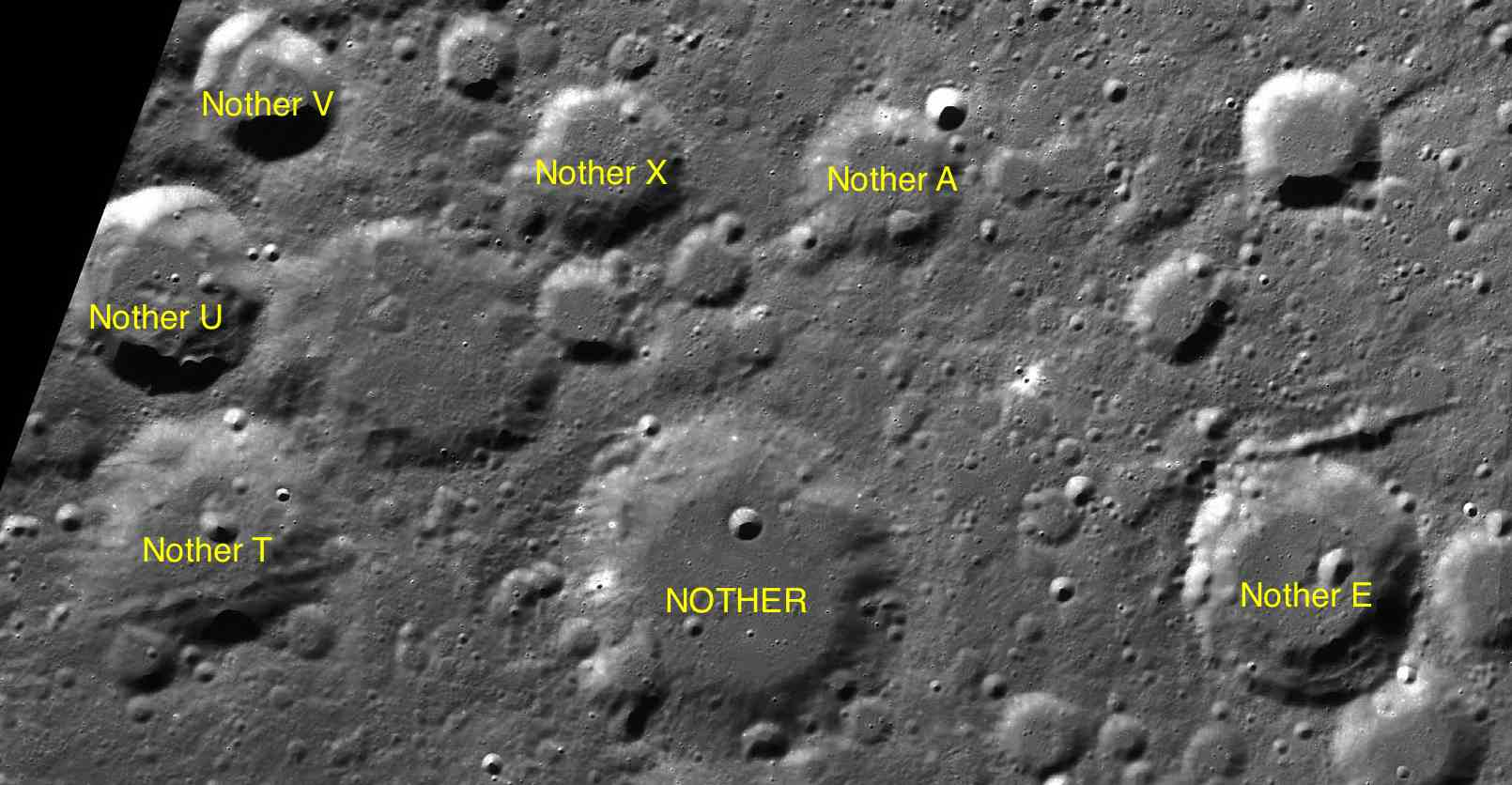
Nöther mit seinen Nebenkratern

Der Krater ist nach der deutschen Mathematikerin Emmy Noether benannt. Im Bericht der IAU-Kommission 17 zur Benennung Mondkrater aus dem Jahre 1970 wird die Schreibweise Nöther verwendet, in Klammen ist ein oder Nöter hinzugesetzt. Neben Nöther verwendet die IAU heute auch die korrekte Schreibweise Noether.